# Riadh Bouazizi
Pour les articles homonymes, voir Bouazizi.
 Riadh Bouazizi (arabe : رياض بوعزيزي), de son nom complet Riadh Ben Khemaïs Bouazizi, né le 8 avril 1973 à Bizerte, est un footballeur tunisien actif de 1988 à 2010.
Durant sa carrière, il joue au poste de milieu de terrain avec l'Étoile sportive du Sahel, Bursaspor, Gaziantepspor, Erciyesspor et le Club athlétique bizertin, ainsi que l'équipe de Tunisie.

## Carrière

### Clubs
- juillet 1994-août 2000 : Étoile sportive du Sahel (Tunisie)
- août 2000-août 2002 : Bursaspor (Turquie)
- août 2002-juillet 2005 : Gaziantepspor (Turquie)
- juillet 2005-janvier 2007 : Erciyesspor (Turquie)
- janvier 2007-juillet 2010 : Club athlétique bizertin (Tunisie)

### Équipe nationale
Bouazizi fait ses débuts internationaux en janvier 1996. Il participe à la coupe du monde 2006 avec l'équipe de Tunisie après avoir disputé préalablement les coupes du monde 1998 et 2002. Il remporte avec l'équipe nationale la CAN 2004 à domicile.